# Sedat Ağçay
Sedat Ağçay (Muş, 22 settembre 1981) è un ex calciatore turco, di ruolo centrocampista.

## Caratteristiche tecniche
Sedat Ağçay è un centrocampista, maggiormente portato nell’interpretare il ruolo del mediano, ciononostante non sdegna la fase realizzativa.

## Carriera
Fin qui ha giocato, per tutta la sua carriera, nel primo e nel secondo campionato turco.